# Cynthia MacGregor
Cynthia MacGregor (26 marzo 1964 – 1996) è stata una tennista statunitense.
Anche sua sorella Cammy è stata una tennista.

## Carriera
In carriera ha vinto un titolo di doppio, il Taiwan Open nel 1987. Nei tornei del Grande Slam ha ottenuto il suo miglior risultato raggiungendo i quarti di finale di doppio agli Australian Open nel 1990, in coppia con sua sorella Cammy.

## Statistiche

### Doppio

#### Vittorie (1)
| Numero | Anno           | Torneo              | Superficie | Compagna        | Avversarie in finale            | Punteggio     |
| 1.     | 26 aprile 1987 | Taiwan Open, Taipei | Sintetico  | Cammy MacGregor | Sandy Collins Sharon Walsh-Pete | 7-6, 5-7, 6-1 |

### Doppio

#### Finali perse (3)
| Numero | Anno            | Torneo                     | Superficie  | Compagna        | Avversarie in finale            | Punteggio |
| 1.     | 18 ottobre 1987 | Puerto Rico Open, San Juan | Cemento     | Cammy MacGregor | Lise Gregory Ronni Reis         | 5-7, 5-7  |
| 2.     | 31 gennaio 1988 | ASB Classic, Auckland      | Cemento     | Cammy MacGregor | Patty Fendick Jill Hetherington | 2-6, 1-6  |
| 3.     | 3 aprile 1988   | Eckerd Tennis Open, Tampa  | Terra rossa | Cammy MacGregor | Terry Phelps Raffaella Reggi    | 2-6, 4-6  |